# Дмитрівська волость (Міуський округ)
Дмитрівська волость — історична адміністративно-територіальна одиниця Міуського, потім Таганрізького округу Області Війська Донського з центром у слободі Дмитрівка.
Станом на 1873 рік складалася зі слободи та селища. Населення — 5776 осіб (3350 чоловічої статі та 2426 — жіночої), 822 дворових господарства.
Поселення волості:
- Дмитрівка — слобода над річкою Міус за 128 верст від окружної станиці та за 12 верст від Єсаулівської поштової станції, 4089 осіб, 710 дворових господарств, у господарствах налічувалось 170 плугів, 559 коней, 694 пари волів, 2718 овець;
- Дібрівське-Новоселицьке — селище над балкою Дубрівська за 130 верст від окружної станиці та за 15 верст від Єсаулівської поштової станції, 687 осіб, 112 дворових господарств, у господарствах налічувалось 30 плугів, 83 коней, 121 пари волів, 559 овець.

Старшинами волості були:
- 1905 року — Василь Федорович Недодаєв[2];
- 1912 року — А. І. Ткаченко[3].